# Burghaun
Burghaun es un municipio situado en el distrito de Fulda, en el estado federado de Hesse (Alemania). Tiene una población estimada, a fines de 2023, de 6471 habitantes.